# Taylors Hill
Taylors Hill är en förort till Melbourne i Australien. Den ligger i kommunen Melton och delstaten Victoria, omkring 22 kilometer nordväst om centrala Melbourne. Antalet invånare är 11 785.